# SuperVia2005形電車
SuperVia2005形電車（スーペルヴィーア2005けいでんしゃ）は、SuperViaが2006年から2007年にかけて導入した通勤形電車。韓国の現代ロテムで製造された。

## 概要
2006年から2007年にかけて、ブラジルのリオデジャネイロを走るSuperViaの旧型車両の置き換え用として韓国のロテムから導入された。SuperViaではVVVFインバータ制御を搭載した最初の電車でもある。窓は割れないように設計されている。

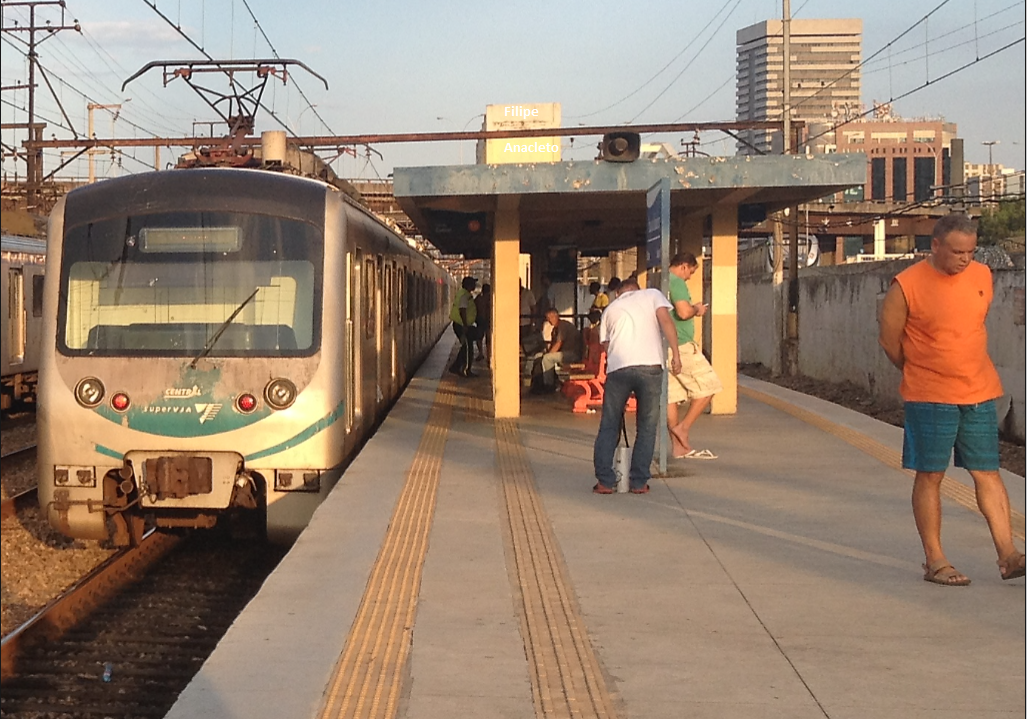

## 車内
座席はセミクロスシートを採用した。車内案内表示器はLED式。